# Bathyhedyle boucheti
Bathyhedyle boucheti Neusser, Jörger, Lodde-Bensch, E. E. Strong & Schrödl, 2016 è un mollusco gasteropode marino della superfamiglia Acochlidioidea. È l'unica specie nota del genere Bathyhedyle e della famiglia Bathyhedylidae.
L'epiteto specifico è un omaggio al malacologo francese Philippe Bouchet.

## Descrizione
È un piccolo gasteropode acoclidiimorfo privo di conchiglia, di colore grigio-brunastro, con un'ampia stria dorsale nera, lungo sino a 9 mm. Il capo presenta due paia di appendici cefaliche retrattili di uguale lunghezza, dall'estremità nera. La radula è asimmetrica con formula radulare 1+1+2.

## Biologia

### Riproduzione
È una specie ermafrodita.

## Distribuzione e habitat
La specie è stata scoperta sulla piattaforma continentale al largo del Mozambico, a 260 m di profondità.
È una specie bentonica che popola i fondali del piano batiale.

## Tassonomia
La filogenesi molecolare ha dimostrato una sorprendente parentela tra questi molluschi marini di acque profonde e la famiglia Aitengidae, che comprende due specie semiacquatiche, che vivono nelle mangrovie, e una specie terrestre, che vive nella lettiera della foresta pluviale.